# 红色阵线战士同盟

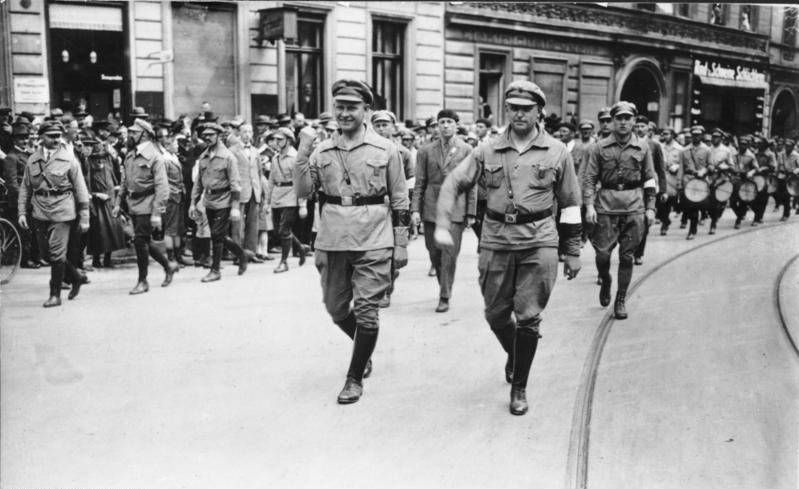
红色阵线领导人恩斯特·台尔曼和威利·列欧在柏林，1927年摄

红色阵线战士同盟（德語：或），简称红色阵线（RFB），是德国在魏玛共和国时期由德国共产党领导的准军事组织，成立于1924年7月。
恩斯特·台尔曼在1925年2月柏林的全国大会上被选为红色阵线首任领导人，该组织的口号是“保护朋友，击退敌人”（德語：schützend den Freund, abwehrend den Feind）。
红色阵线以保卫工人阶级利益为目的，故时常与警察、纳粹党的冲锋队以及其他政治宿敌发生冲突，有时会演变为街头暴力冲突。1929年柏林五一国际劳动节的庆祝活动被禁止后，红色阵线仍然走上街头抗议。最终有30余名成员在柏林警察的镇压中遇难，该组织随即被取缔，所有资产一并没收。红色阵线在这一时期转为地下活动，成立了“反法西斯战斗同盟”等组织。
1933年纳粹党掌权后，作为纳粹党对原政治对手的报复，许多红色阵线的原成员被第一批逮捕并被送至冲锋队的集中营中，许多人死在狱中。一些成功逃脱纳粹抓捕的成员参与了西班牙内战，响应西班牙第二共和国的号召加入了国际纵队。
二战结束后，埃里希·昂纳克、埃里希·梅尔克等原红色阵线成员活跃在东德政治舞台上，他们参与了东德最初的军事和警察单位的创立。西德则继续禁止红色阵线的活动。